# Alekszandar Alekszandrov (űrhajós)
Alekszandar Panajotov Alekszandrov (bolgárul: Александър Панайотов Александров), (Omurtag, 1951. december 1. –) bolgár űrhajós.

## Életpálya
1974-ben diplomázott a bulgáriai katonai légierő főiskoláján. 1978-tól űrhajóskiképzésben részesült. A Szojuz–33 volt a negyedik Interkozmosz küldetés a Szaljut–6 űrállomásra, melynek keretében Bulgária első űrhajósának Georgi Ivanovnak a tartalék kutatópilótája, parancsnoktársa Vlagyimir Alekszejevics Szolovjov volt. A Szojuz–33 sikertelen kutatói munkája után 1988-ban, a sikeres bolgár űrrepülés elősegítése érdekében a Mir űrállomáson elvégezhette a tervezett tudományos kutatást. 1983-ban műszaki tudományokból szerzett diplomát.

## Űrrepülés
- Szojuz–33 – 1979. április 10. – 1979. április 12. tartalék kutatópilóta.
- Szojuz TM–5 – 1988. július 6. – 1988. július 17. kutatópilóta.

Bélyegen is megörökítették az űrrepülését.